# Pachygaster emerita
Pachygaster emerita är en tvåvingeart som beskrevs av Nina Krivosheina och Amnon Freidberg 2004. Pachygaster emerita ingår i släktet Pachygaster och familjen vapenflugor.
Artens utbredningsområde är Israel. Inga underarter finns listade i Catalogue of Life.